# Бадуспан
Бадуспан (также: Бадусбан, Фадусбан)  — термин в средневековой иранской географии относился к горному ландшафту Альборз в северной иранской провинции Мазандаран (ран.: Табарестан) на Каспийском море.
Бадушпан находился в дне пути от Сари, южной столицы провинции Мазандарана. Поскольку в регионе не было городов, не было и пятничных мечетей. С другой стороны, в этом районе было множество деревень. Правители провинций проживали в Урам-Хасте и Мансуре.
Бадусиан (Фадусиан , Бадусепан)  возможно образован от этнонима кадусиев.